# The Best Of Fish Dish
The Best Of Fish Dish је компилацијски албум југословенске и српске музичке групе Рибља чорба.
Објављен је 4. јуна 1989. године, под окриљем издавачке куће ПГП РТБ. На албуму се налази осамнаест песама, а он је изашао у виду компакт диска и аудио касете.

## Списак песама
| №   | Назив                          | Трајање |  |
| 1.  |                                | 3:45    |  |
| 2.  | Добро јутро                    | 4:32    |  |
| 3.  | Немој да идеш мојом улицом     | 2:33    |  |
| 4.  | Сутра ме пробуди               | 4:06    |  |
| 5.  | Амстердам                      | 3:42    |  |
| 6.  | Црно је доле                   | 3:13    |  |
| 7.  | Проклето сам                   | 4:55    |  |
| 8.  | Свирао је Дејвид Бови          | 3:10    |  |
| 9.  | Задњи воз за Чачак             | 3:05    |  |
| 10. | Када падне ноћ                 | 4:25    |  |
| 11. | Луд сто посто                  | 4:10    |  |
| 12. | Члан мафије                    | 3:10    |  |
| 13. | Да, то сам ја                  | 4:30    |  |
| 14. | Авиону сломићу ти крила        | 3:42    |  |
| 15. | Још једна цигарета пре спавања | 3:29    |  |
| 16. | Лупа бубањ звечи звечка        | 3:19    |  |
| 17. | Целу ноћ те сањам              | 4:58    |  |
| 18. | Један човек                    | 4:25    |  |